# 金志川豐見親
金志川豐見親是活躍於15世紀末至16世紀初的琉球宮古島豪族。「金志川豐見親」僅僅是一個頭銜，其中「金志川」是宮古島市原城邊町友利地區的一口水井的名字，「豐見親」則是宮古島統治者的稱號。
歷史上的金志川豐見親共有二人，分別是金盛和那喜太知，二人係兄弟關係。金盛兄弟二人曾於1500年跟隨仲宗根豐見親玄雅，引導琉球王府軍攻滅八重山酋長遠彌計赤蜂。戰後，金盛被琉球王府封為金志川豐見親。1522年，那喜太知參加討伐鬼虎之亂。金志川豐見親金盛受到仲宗根豐見親玄雅的猜忌，玄雅欲肅清其勢力，但失敗；金盛逃往多良間島，被當地豪族土原豐見親設宴誘殺。
金盛死後，那喜太知（ナキタツ）繼位，仍稱金志川豐見親。那喜太知未就職前，曾於1513年前往中山，購買《大般若經》六百卷，每年四季設壇念經，祈禱國泰民安、海運安全。那喜太知名聲越來越高，被島民稱作目黑盛豐見親再世，引起仲宗根豐見親玄雅的猜忌。玄雅逝世後，嫡子金盛豐見親繼任宮古島頭職。崎原加和良向金盛豐見親進讒，金盛豐見親便於嘉靖初年在野張岳設宴招待那喜太知，用伏兵將其殺死。
當時琉球執行禁武政策，尚真王得知此事後，遣使前來宮古島問罪，金盛豐見親得知後畏罪自殺。此後豐見親稱號被琉球王府廢除，宮古島頭職也被廢止。琉球王府以仲宗根豐見親的末子玄屯為平良頭職，暫時設置下地頭，以管理宮古島政治。
金志川豐見親那喜太知被宮古島人尊為掌司水程守護船隻之神進行崇拜。仲立氏是金志川豐見親那喜太知的後裔。

## 腳註
1. ↑  《球陽·卷之三》作那幾多津。
2. ↑  《球陽·卷之三》作「仲宗根豐見親玄真」。
3. ↑  《球陽·卷之三》作「兼盛」。